# Eleccions regionals franceses de 2004

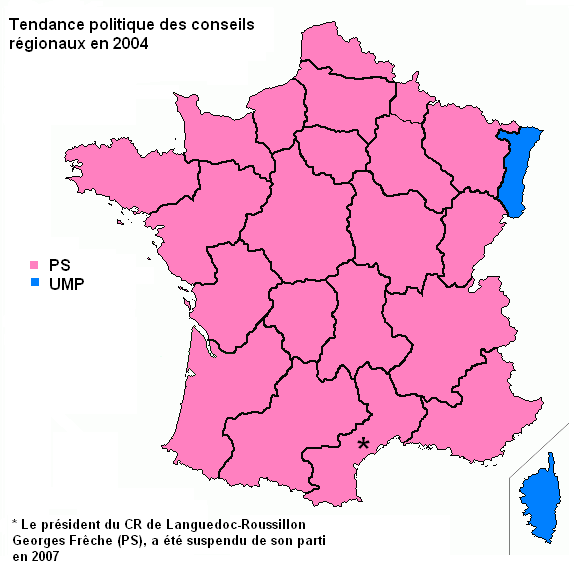
Tendència política dels Consells Regionals després de les eleccions del 2004

Les Eleccions regionals franceses de 2004 se celebraren el 21 i el 28 de març de 2004. De 22 regions, 20 foren dominades per l'esquerra i només dos per la dreta.

## Resultats nacionals
| Llstes        | Llstes                             | Principals partits               | Primera volta | Primera volta | Segona volta | Segona volta |       |      |
| Llstes        | Llstes                             | Principals partits               | #             | %             | #            | %            | #     | %    |
| ------------- | ---------------------------------- | -------------------------------- | ------------- | ------------- | ------------ | ------------ | ----- | ---- |
|               | Esquerra                           | PS - PCF - Les Verts - PRG - MRC | 9 485 169     | 39,11         | 12 896 820   | 49,92        | 1 126 | 59,9 |
|               | Dreta                              | UMP - UDF - MPF                  | 8 179 866     | 33,73         | 9 519 416    | 36,84        | 522   | 27,8 |
|               | Front Nacional                     | FN                               | 3 564 059     | 14,70         | 3 199 392    | 12,38        | 156   | 8,3  |
|               | Extrema esquerra                   | LO - LCR                         | 1 199 190     | 4,94          |              |              |       |      |
|               | Cacera, Pesca, Natura i Tradicions | CPNT                             | 397 024       | 1,64          |              |              |       |      |
|               | Ecologista                         | MEI - GE - MHAN - Le trèfle      | 385 481       | 1,59          |              |              |       |      |
|               | Extrema dreta                      | MNR - Alsace d'abord - DDC       | 349 181       | 1,44          |              |              |       |      |
|               | Divers gauche                      |                                  | 252 620       | 1,04          | 111 720      | 0,43         | 36    | 1,9  |
|               | Divers droite                      |                                  | 179 015       | 0,74          | 11 094       | 0,04         | 4     | 0,2  |
|               | Divers                             |                                  | 164 397       | 0,68          |              |              |       |      |
|               | Regionalista                       | MIM                              | 94 351        | 0,39          | 99 512       | 0,39         | 36    | 1,9  |
|               |                                    |                                  |               |               |              |              |       |      |
| Inscrits      | Inscrits                           | Inscrits                         | 40 976 244    | 100,00        | 40 973 784   | 100,00       |       |      |
| Abstenció     | Abstenció                          | Abstenció                        | 15 523 386    | 37,88         | 14 062 778   | 34,32        |       |      |
| Votants       | Votants                            | Votants                          | 25 452 858    | 62,12         | 26 911 006   | 65,68        |       |      |
| Blancs i nuls | Blancs i nuls                      | Blancs i nuls                    | 1 202 505     | 4,72          | 1 073 052    | 3,99         |       |      |
| Vàlids        | Vàlids                             | Vàlids                           | 24 250 353    | 95,28         | 25 837 954   | 96,01        |       |      |

## Resultats per regions

### Alsàcia
La primera volta es va fer el 21 de març. La segona volta es va celebrar el 28 de març amb els candidats que assoliren el 10% dels vots (a Còrsega el 5%).
|               | Adrien Zeller*   | UMP - UDF       | 225 193   | 34,06  | 299 353   | 43,56  | 27 | 57,4 |  |  |
|               | Jacques Bigot    | PS - Les Verts  | 133 038   | 20,12  | 236 709   | 34,44  | 12 | 25,5 |  |  |
|               | Patrick Binder   | FN              | 122 860   | 18,58  | 151 187   | 22,00  | 8  | 17,0 |  |  |
|               | Robert Spieler   | Alsace d'abord  | 62 253    | 9,42   |           |        |    |      |  |  |
|               | Antoine Waechter | MEI             | 48 949    | 7,40   |           |        |    |      |  |  |
|               | Alfred Wahl      | PCF - PRG - MRC | 24 692    | 3,73   |           |        |    |      |  |  |
|               | Patrick Merck    | Divers          | 23 540    | 3,56   |           |        |    |      |  |  |
|               | Françoise Ruch   | LO - LCR        | 20 004    | 3,03   |           |        |    |      |  |  |
|               | Pascale Grauss   | PF              | 578       | 0,09   |           |        |    |      |  |  |
|               |                  |                 |           |        |           |        |    |      |  |  |
| Inscrits      | Inscrits         | Inscrits        | 1 173 556 | 100,00 | 1 173 586 | 100,00 |    |      |  |  |
| Abstenció     | Abstenció        | Abstenció       | 475 345   | 40,50  | 458 788   | 39,09  |    |      |  |  |
| Votants       | Votants          | Votants         | 698 211   | 59,50  | 714 798   | 60,91  |    |      |  |  |
| Blancs i nuls | Blancs i nuls    | Blancs i nuls   | 37 104    | 3,16   | 27 549    | 2,35   |    |      |  |  |
| Vàlids        | Vàlids           | Vàlids          | 661 107   | 56,33  | 687 249   | 58,56  |    |      |  |  |

* llista sortint

### Aquitània
| Cap de llista | Cap de llista     | Liste                | primera volta | primera volta | segona volta | segona volta | escons | escons |
| Cap de llista | Cap de llista     | Liste                | #             | %             | #            | %            | #      | %      |
| ------------- | ----------------- | -------------------- | ------------- | ------------- | ------------ | ------------ | ------ | ------ |
|               | Alain Rousset     | PS - Les Verts - PRG | 516 392       | 38,42         | 769 893      | 54,87        | 57     | 67,1   |
|               | Xavier Darcos     | UMP                  | 247 232       | 18,40         | 469 386      | 33,46        | 21     | 24,7   |
|               | François Bayrou   | UDF                  | 215 796       | 16,06         | 469 386      | 33,46        | 21     | 24,7   |
|               | Jacques Colombier | FN                   | 153 859       | 11,45         | 163 731      | 11,67        | 15     | 8,2    |
|               | Jean Saint-Josse  | CPNT                 | 96 925        | 7,21          |              |              |        |        |
|               | Annie Guilhamet   | PCF                  | 58 485        | 4,35          |              |              |        |        |
|               | Martine Mailfert  | LO - LCR             | 55 215        | 4,11          |              |              |        |        |
|               |                   |                      |               |               |              |              |        |        |
| Inscrits      | Inscrits          | Inscrits             | 2 138 006     | 100,0         | 2 138 023    | 100,0        |        |        |
| Abstenció     | Abstenció         | Abstenció            | 724 394       | 33,88         | 666 627      | 31,19        |        |        |
| Votants       | Votants           | Votants              | 1 413 612     | 66,12         | 1 471 396    | 68,81        |        |        |
| Blancs i nuls | Blancs i nuls     | Blancs i nuls        | 69 708        | 4,93          | 68 348       | 4,64         |        |        |
| Vàlids        | Vàlids            | Vàlids               | 1 343 904     |               | 1 403 010    |              |        |        |

### Alvèrnia
| Cap de llista | Cap de llista            | Llista          | primera volta | primera volta | segona volta | segona volta | escons | escons |
| Cap de llista | Cap de llista            | Llista          | #             | %             | #            | %            | #      | %      |
| ------------- | ------------------------ | --------------- | ------------- | ------------- | ------------ | ------------ | ------ | ------ |
|               | Valéry Giscard d'Estaing | UMP - UDF - FRS | 215 921       | 36,39         | 299 483      | 47,33        | 17     | 36,2   |
|               | Pierre-Joël Bonté        | PS              | 167 394       | 28,21         | 333 301      | 52,67        | 30     | 63,8   |
|               | Louis de Condé           | FN              | 56 896        | 9,59          |              |              |        |        |
|               | André Chassaigne         | PCF             | 54 594        | 9,20          |              |              |        |        |
|               | Yves Gueydon             | Les Verts       | 33 296        | 5,61          |              |              |        |        |
|               | Marie Savre              | LCR - LO        | 25 389        | 4,28          |              |              |        |        |
|               | Hugues Auvray            | Sans étiquette  | 20 492        | 3,45          |              |              |        |        |
|               | Hubert Constancias       | MEI             | 91 875        | 2,51          |              |              |        |        |
|               | Claude Jaffrès           | MNR             | 6 100         | 1,03          |              |              |        |        |
|               |                          |                 |               |               |              |              |        |        |
| Inscrits      | Inscrits                 | Inscrits        | 975 087       | 100,00        | 974 868      | 100,00       |        |        |
| Abstenció     | Abstenció                | Abstenció       | 350 373       | 35,93         | 312 847      | 32,09        |        |        |
| Votants       | Votants                  | Votants         | 624 714       | 64,07         | 662 021      | 67,91        |        |        |
| Blancs i nuls | Blancs i nuls            | Blancs i nuls   | 31 345        | 5,02          | 29 237       | 4,42         |        |        |
| Vàlids        | Vàlids                   | Vàlids          | 593 369       |               | 593 391      |              |        |        |

Les llistes PS, PCF i dels verds es fusionaren en la segona volta

### Baixa Normandia
| Cap de llista | Cap de llista       | Llista                        | primera volta | primera volta | segona volta | segona volta | escons | escons |
| Cap de llista | Cap de llista       | Llista                        | #             | %             | #            | %            | #      | %      |
| ------------- | ------------------- | ----------------------------- | ------------- | ------------- | ------------ | ------------ | ------ | ------ |
|               | René Garrec         | UMP - UDF dissidents - MPF    | 172 050       | 28,74         | 257 352      | 40,01        | 14     | 29,8   |
|               | Philippe Duron      | PS - PCF - MRC                | 143 095       | 23,91         | 297 279      | 46,22        | 28     | 59,6   |
|               | Fernand Le Rachinel | FN                            | 83 742        | 13,99         | 88 618       | 13,78        | 5      | 10,6   |
|               | Philippe Augier     | UDF                           | 55 436        | 9,26          |              |              |        |        |
|               | Alain Tourret       | PRG - Les Verts               | 50 105        | 8,37          |              |              |        |        |
|               | Didier Vergy        | CPNT                          | 31 376        | 5,24          |              |              |        |        |
|               | Christine Coulon    | LCR - LO                      | 28 888        | 4,83          |              |              |        |        |
|               | Jérémy Folly        | DVG                           | 17 586        | 2,94          |              |              |        |        |
|               | Etienne Adam        | ANPAG - Les Alternatifs - CIT | 16 268        | 2,72          |              |              |        |        |
|               |                     |                               |               |               |              |              |        |        |
| Inscrits      | Inscrits            | Inscrits                      | 1 030 768     | 100,00        | 1 030 843    | 100,00       |        |        |
| Abstenció     | Abstenció           | Abstenció                     | 396 601       | 38,48         | 360 473      | 34,97        |        |        |
| Votants       | Votants             | Votants                       | 634 167       | 61,52         | 670 370      | 65,03        |        |        |
| Blancs i nuls | Blancs i nuls       | Blancs i nuls                 | 35 621        | 5,62          | 27 121       | 4,05         |        |        |
| Vàlids        | Vàlids              | Vàlids                        | 598 546       |               | 643 249      |              |        |        |

Les listes PS i verts es fusionaren a la segona voltas
Les llistes UMP i UDF es fusionaren a la segona volta

### Bretanya
| Cap de llista | Cap de llista      | Liste           | primera volta | primera volta | segona volta | segona volta | escons | escons |
| Cap de llista | Cap de llista      | Liste           | #             | %             | #            | %            | #      | %      |
| ------------- | ------------------ | --------------- | ------------- | ------------- | ------------ | ------------ | ------ | ------ |
|               | Jean-Yves Le Drian | PS - PCF - PRG  | 521 980       | 38,48         | 841 004      | 58,79        | 58     | 69,9   |
|               | Josselin de Rohan  | UMP             | 347 221       | 25,60         | 589 625      | 41,21        | 25     | 30,1   |
|               | Bruno Joncour      | UDF             | 150 050       | 11,06         | 589 625      | 41,21        | 25     | 30,1   |
|               | Pascale Loget      | Les Verts - UDB | 131 521       | 9,70          |              |              |        |        |
|               | Brigitte Neveux    | FN              | 114 883       | 8,47          |              |              |        |        |
|               | Françoise Dubu     | LCR - LO        | 64 805        | 4,78          |              |              |        |        |
|               | Lionel David       | MNR             | 25 992        | 1,92          |              |              |        |        |
|               |                    |                 |               |               |              |              |        |        |
| Inscrits      | Inscrits           | Inscrits        | 2 206 612     | 100,00        | 2 205 994    | 100,00       |        |        |
| Abstenció     | Abstenció          | Abstenció       | 785 429       | 35,59         | 705 761      | 31,99        |        |        |
| Votants       | Votants            | Votants         | 1 421 183     | 64,41         | 1 500 233    | 68,01        |        |        |
| Blancs i nuls | Blancs i nuls      | Blancs i nuls   | 64 731        | 4,55          | 69 604       | 4,64         |        |        |
| Vàlids        | Vàlids             | Vàlids          | 1 356 452     |               | 1 430 629    |              |        |        |

Les llistes PS i Verts es fusionaren a la segona volta
Les listes UMP et UDF es fusionaren a la segona volta

### Guadeloupe
| Cap de llista | Cap de llista          | Llista                    | primera volta | primera volta | segona volta | segona volta | escons | escons |
| Cap de llista | Cap de llista          | Llista                    | #             | %             | #            | %            | #      | %      |
| ------------- | ---------------------- | ------------------------- | ------------- | ------------- | ------------ | ------------ | ------ | ------ |
|               | Victorin Lurel         | FGPS - PPDG - GUSR        | 65 962        | 44,29         | 99 805       | 58,23        | ?      |        |
|               | Lucette Michaux-Chevry | OG - UMP                  | 56 024        | 37,62         | 71 602       | 41,77        | ?      |        |
|               | Daniel Marsin          | Dissidents FGPS i PPDG    | 8 158         | 5,48          |              |              |        |        |
|               | Ary Broussillon        | MDDP - PCG - UPLG/MG - GR | 5 874         | 3,94          |              |              |        |        |
|               | Octavie Losio          | DVG                       | 3 085         | 2,07          |              |              |        |        |
|               | Juliette Nubret        | SE                        | 2 302         | 1,55          |              |              |        |        |
|               | Jean-Marie Nomertin    | CO - LO                   | 1 759         | 1,18          |              |              |        |        |
|               | Gérard Lauriette       | SE                        | 1 470         | 0,99          |              |              |        |        |
|               |                        |                           |               |               |              |              |        |        |
| Inscrits      | Inscrits               | Inscrits                  | 289 664       | 100,00        | 286 899      | 100,00       |        |        |
| Abstenció     | Abstenció              | Abstenció                 | 131 693       | 45,46         | 107 781      | 37,57        |        |        |
| Votants       | Votants                | Votants                   | 157 971       | 54,54         | 179 118      | 62,43        |        |        |
| Blancs i nuls | Blancs i nuls          | Blancs i nuls             | 9 031         | 5,72          | 7 711        | 4,30         |        |        |
| Vàlids        | Vàlids                 | Vàlids                    | 148 940       |               | 171 407      |              |        |        |

### Alta Normandia
| Cap de llista | Cap de llista                | Liste                      | primera volta | primera volta | segona volta | segona volta | escons | escons |
| Cap de llista | Cap de llista                | Liste                      | #             | %             | #            | %            | #      | %      |
| ------------- | ---------------------------- | -------------------------- | ------------- | ------------- | ------------ | ------------ | ------ | ------ |
|               | Alain Le Vern                | PS - PCF - Les Verts - PRG | 281 314       | 38,86         | 408 163      | 52,69        | 36     | 65,4   |
|               | Antoine Rufenacht            | UMP                        | 153 089       | 21,15         | 253 480      | 32,72        | 13     | 23,6   |
|               | Dominique Chaboche           | FN                         | 115 183       | 15,91         | 113 013      | 14,59        | 6      | 10,9   |
|               | Hervé Morin                  | UDF                        | 90 505        | 12,50         |              |              |        |        |
|               | Christine Poupin             | LCR - LO                   | 40 434        | 5,59          |              |              |        |        |
|               | Bernard Frau                 | Divers (ecologistes)       | 30 202        | 4,17          |              |              |        |        |
|               | Philippe Foucher-Saillenfest | MNR                        | 13 124        | 1,81          |              |              |        |        |
|               |                              |                            |               |               |              |              |        |        |
| Inscrits      | Inscrits                     | Inscrits                   | 1 219 875     | 100,00        | 1 220 006    | 100,00       |        |        |
| Abstenció     | Abstenció                    | Abstenció                  | 463 160       | 37,97         | 419 727      | 34,40        |        |        |
| Votants       | Votants                      | Votants                    | 756 715       | 62,03         | 800 279      | 65,60        |        |        |
| Blancs i nuls | Blancs i nuls                | Blancs i nuls              | 32 864        | 4,34          | 25 623       | 3,20         |        |        |
| Vàlids        | Vàlids                       | Vàlids                     | 723 851       |               | 774 656      |              |        |        |

Les llistes UMP i UDF es fusionaren a la segona volta

### Illa de França
| Cap de llista | Cap de llista       | Liste                      | primera volta | primera volta | segona volta | segona volta | escons | escons |
| Cap de llista | Cap de llista       | Liste                      | #             | %             | #            | %            | #      | %      |
| ------------- | ------------------- | -------------------------- | ------------- | ------------- | ------------ | ------------ | ------ | ------ |
|               | Jean-Paul Huchon    | PS - Les Verts - MRC - PRG | 1 170 453     | 31,95         | 1 923 139    | 49,17        | 130    | 62,2   |
|               | Jean-François Copé  | UMP - MPF - CNIP - FRS     | 908 265       | 24,79         | 1 592 988    | 40,72        | 64     | 30,6   |
|               | André Santini       | UDF - CAP 21               | 590 542       | 16,12         | 1 592 988    | 40,72        | 64     | 30,6   |
|               | Marine Le Pen       | FN                         | 448 983       | 12,26         | 395 516      | 10,11        | 15     | 7,2    |
|               | Marie-George Buffet | PCF                        | 263 915       | 7,20          |              |              |        |        |
|               | Arlette Laguiller   | LO - LCR                   | 146 153       | 3,99          |              |              |        |        |
|               | Carine Pelegrin     | GE                         | 91 875        | 2,51          |              |              |        |        |
|               | Nicolas Bay         | MNR                        | 43 171        | 1,18          |              |              |        |        |
|               |                     |                            |               |               |              |              |        |        |
| Inscrits      | Inscrits            | Inscrits                   | 6 149 908     | 100,00        | 6 150 361    | 100,00       |        |        |
| Abstenció     | Abstenció           | Abstenció                  | 2 383 527     | 38,76         | 2 134 044    | 34,70        |        |        |
| Votants       | Votants             | Votants                    | 3 766 381     | 61,24         | 4 016 317    | 65,30        |        |        |
| Blancs i nuls | Blancs i nuls       | Blancs i nuls              | 103 024       | 2,74          | 104 674      | 2,61         |        |        |
| Vàlids        | Vàlids              | Vàlids                     | 3 663 357     | 97,26         | 3 911 643    | 97,39        |        |        |

### Llenguadoc-Rosselló
| Cap de llista | Cap de llista    | Llista                 | primera volta | primera volta | segona volta | segona volta | escons | escons |
| Cap de llista | Cap de llista    | Llista                 | #             | %             | #            | %            | #      | %      |
| ------------- | ---------------- | ---------------------- | ------------- | ------------- | ------------ | ------------ | ------ | ------ |
|               | Georges Frêche   | PS - PCF - Les Verts   | 387 214       | 36,32         | 577 798      | 51,17        | 43     | 64,2   |
|               | Jacques Blanc    | UMP                    | 258 287       | 24,23         | 373 844      | 33,11        | 16     | 23,9   |
|               | Alain Jamet      | FN                     | 183 031       | 17,17         | 177 568      | 15,72        | 8      | 11,9   |
|               | Marc Dufour      | UDF                    | 60 822        | 5,71          |              |              |        |        |
|               | Alain Esclope    | CPNT                   | 53 317        | 5,00          |              |              |        |        |
|               | Georges Fandos   | Cap 21                 | 51 089        | 4,79          |              |              |        |        |
|               | David Hermet     | LCR - LO               | 50 065        | 4,70          |              |              |        |        |
|               | Christian Lacour | Divers (regionalistes) | 13 538        | 1,27          |              |              |        |        |
|               |                  |                        |               |               |              |              |        |        |
| Inscrits      | Inscrits         | Inscrits               | 1 696 996     | 100,00        | 1 697 326    | 100,00       |        |        |
| Abstenció     | Abstenció        | Abstenció              | 579 950       | 34,18         | 515 528      | 30,36        |        |        |
| Votants       | Votants          | Votants                | 1 117 046     | 65,82         | 1 182 068    | 69,64        |        |        |
| Blancs i nuls | Blancs i nuls    | Blancs i nuls          | 51 056        | 4,57          | 52 102       | 4,41         |        |        |
| Vàlids        | Vàlids           | Vàlids                 | 1 065 990     |               | 1 129 911    |              |        |        |

Les llistes UMP i UDF es fusionaren a la segona volta

### Llemosí
| Cap de llista | Cap de llista         | Liste                | primera volta | primera volta | segona volta | segona volta | escons | escons |
| Cap de llista | Cap de llista         | Liste                | #             | %             | #            | %            | #      | %      |
| ------------- | --------------------- | -------------------- | ------------- | ------------- | ------------ | ------------ | ------ | ------ |
|               | Jean-Paul Denanot     | PS - PCF - PRG - ADS | 140 217       | 41,14         | 215 624      | 62,02        | 31     | 72,1   |
|               | Raymond Archer        | UMP                  | 79 531        | 23,33         | 132 049      | 37,98        | 12     | 27,9   |
|               | Patricia Gibeau       | FN                   | 56 896        | 9,59          |              |              |        |        |
|               | Jean-Claude Deschamps | UDF                  | 54 594        | 9,20          |              |              |        |        |
|               | Stéphane Lajaumont    | LO - LCR             | 33 296        | 5,61          |              |              |        |        |
|               | Jean-Bernard Damiens  | Les Verts - PO       | 25 389        | 4,28          |              |              |        |        |
|               | Jean-Louis Hironde    | CPNT                 | 20 492        | 3,45          |              |              |        |        |
|               | Hubert Constancias    | MEI                  | 91 875        | 2,51          |              |              |        |        |
|               | Claude Jaffrès        | MNR                  | 6 100         | 1,03          |              |              |        |        |
|               |                       |                      |               |               |              |              |        |        |
| Inscrits      | Inscrits              | Inscrits             | 975 087       | 100,00        | 974 868      | 100,00       |        |        |
| Abstenció     | Abstenció             | Abstenció            | 350 373       | 35,93         | 312 847      | 32,09        |        |        |
| Votants       | Votants               | Votants              | 624 714       | 64,07         | 662 021      | 67,91        |        |        |
| Blancs i nuls | Blancs i nuls         | Blancs i nuls        | 31 345        | 5,02          | 29 237       | 4,42         |        |        |
| Vàlids        | Vàlids                | Vàlids               | 593 369       |               | 593 391      |              |        |        |

Les llistes UMP i UDF es fusionaren a la segona volta

### Lorena
| Cap de llista | Cap de llista        | Liste                | primera volta | primera volta | segona volta | segona volta | escons | escons |
| Cap de llista | Cap de llista        | Liste                | #             | %             | #            | %            | #      | %      |
| ------------- | -------------------- | -------------------- | ------------- | ------------- | ------------ | ------------ | ------ | ------ |
|               | Jean-Pierre Masseret | PS - PCF - Les Verts | 253 626       | 29,22         | 457 367      | 48,51        | 45     | 61,6   |
|               | Gérard Longuet       | UMP                  | 192 157       | 22,14         | 322 558      | 34,21        | 19     | 26,0   |
|               | Thierry Gourlot      | FN                   | 152 660       | 17,59         | 162 820      | 17,27        | 9      | 12,3   |
|               | Nathalie Griesbeck   | UDF                  | 75 609        | 8,71          |              |              |        |        |
|               | Jean-Louis Masson    | Divers droite        | 58 080        | 6,69          |              |              |        |        |
|               | Christiane Nimsgern  | LCR - LO             | 40 688        | 4,69          |              |              |        |        |
|               | Daniel Delrez        | Divers gauche        | 40 684        | 4,69          |              |              |        |        |
|               | Annick Martin        | MNR                  | 17 344        | 2,00          |              |              |        |        |
|               |                      |                      |               |               |              |              |        |        |
| Inscrits      | Inscrits             | Inscrits             | 1 616 055     | 100,00        | 1 615 865    | 100,00       |        |        |
| Abstenció     | Abstenció            | Abstenció            | 697 306       | 43,15         | 628 159      | 38,87        |        |        |
| Votants       | Votants              | Votants              | 918 749       | 56,85         | 987 706      | 61,13        |        |        |
| Blancs i nuls | Blancs i nuls        | Blancs i nuls        | 50 657        | 5,51          | 44 961       | 4,55         |        |        |
| Vàlids        | Vàlids               | Vàlids               | 868 092       |               | 942 745      |              |        |        |

Les llistes UMP i UDF es fusionaren a la segona volta

### País del Loira
| Cap de llista | Cap de llista    | Liste                            | primera volta | primera volta | segona volta | segona volta | escons | escons |
| Cap de llista | Cap de llista    | Liste                            | #             | %             | #            | %            | #      | %      |
| ------------- | ---------------- | -------------------------------- | ------------- | ------------- | ------------ | ------------ | ------ | ------ |
|               | Jacques Auxiette | PS - PCF - Les verts - PRG - MRC | 518 475       | 37,20         | 762 618      | 52,36        | 60     | 72,3   |
|               | François Fillon  | UMP - MPF                        | 450 560       | 32,33         | 693 993      | 47,64        | 33     | 27,7   |
|               | Jean Arthuis     | UDF                              | 169 252       | 12,14         | 693 993      | 47,64        | 33     | 27,7   |
|               | Samuel Maréchal  | FN                               | 135 390       | 9,71          |              |              |        |        |
|               | Yves Chèere      | LCR - LO                         | 84 567        | 6,07          |              |              |        |        |
|               | Paul Petitdidier | MNR                              | 35 475        | 2,55          |              |              |        |        |
|               |                  |                                  |               |               |              |              |        |        |
| Inscrits      | Inscrits         | Inscrits                         | 2 396 510     | 100,00        | 2 396 096    | 100,00       |        |        |
| Abstenció     | Abstenció        | Abstenció                        | 913 761       | 38,13         | 866 836      | 36,18        |        |        |
| Votants       | Votants          | Votants                          | 1 482 749     | 61,87         | 1 529 260    | 63,82        |        |        |
| Blancs i nuls | Blancs i nuls    | Blancs i nuls                    | 89 030        | 6,00          | 72 649       | 4,75         |        |        |
| Vàlids        | Vàlids           | Vàlids                           | 1 393 719     |               | 1 456 611    |              |        |        |

Les llistes UMP i UDF es fusionaren a la segona volta

### Picardia
| Cap de llista | Cap de llista    | Liste                | primera volta | primera volta | segona volta | segona volta | escons | escons |
| Cap de llista | Cap de llista    | Liste                | #             | %             | #            | %            | #      | %      |
| ------------- | ---------------- | -------------------- | ------------- | ------------- | ------------ | ------------ | ------ | ------ |
|               | Gilles de Robien | UDF - UMP            | 247 425       | 32,26         | 299 518      | 35,87        | 15     | 26,4   |
|               | Claude Gewerc    | PS - Les verts - PRG | 210 338       | 27,42         | 379 663      | 45,47        | 34     | 59,6   |
|               | Michel Guiniot   | FN                   | 175 940       | 22,94         | 155 858      | 18,66        | 8      | 14,0   |
|               | Maxime Gremetz   | PCF                  | 83 282        | 10,86         |              |              |        |        |
|               | Roland Szpirko   | LO - LCR             | 49 995        | 6,52          |              |              |        |        |
|               |                  |                      |               |               |              |              |        |        |
| Inscrits      | Inscrits         | Inscrits             | 1 279 094     | 100,00        | 1 279 001    | 100,00       |        |        |
| Abstenció     | Abstenció        | Abstenció            | 469 385       | 36,70         | 414 264      | 32,39        |        |        |
| Votants       | Votants          | Votants              | 809 709       | 63,30         | 864 737      | 67,61        |        |        |
| Blancs i nuls | Blancs i nuls    | Blancs i nuls        | 42 729        | 5,28          | 29 698       | 3,43         |        |        |
| Vàlids        | Vàlids           | Vàlids               | 766 980       |               | 835 039      |              |        |        |

Les llistes PS i PCF es fusionaren a la segona volta

### Martinica
| Cap de llista | Cap de llista            | Liste                 | primera volta | primera volta | segona volta | segona volta | escons | escons |
| Cap de llista | Cap de llista            | Liste                 | #             | %             | #            | %            | #      | %      |
| ------------- | ------------------------ | --------------------- | ------------- | ------------- | ------------ | ------------ | ------ | ------ |
|               | Alfred Marie-Jeanne      | MIM                   | 46 006        | 37,28         | 74 860       | 53,76        | 28     | 68,3   |
|               | Madeleine de Grandmaison | PPM                   | 21 232        | 17,20         | 43 170       | 31,00        | 9      | 22,00  |
|               | Pierre Samot             | BPM - FSM             | 19 994        | 16,20         | 43 170       | 31,00        | 9      | 22,00  |
|               | Miguel Laventure         | FMP                   | 17 177        | 13,92         | 21 227       | 15,24        | 4      | 9,7    |
|               | Pierre Petit             | OO                    | 8 367         | 6,78          |              |              |        |        |
|               | Jean Crusol              | FSM dissident         | 5 864         | 4,75          |              |              |        |        |
|               | Ghislaine Joachim-Arnaud | CO                    | 3 866         | 3,13          |              |              |        |        |
|               | Max Auguste Dufrénot     | Divers (regionalista) | 900           | 0,73          |              |              |        |        |
|               |                          |                       |               |               |              |              |        |        |
| Inscrits      | Inscrits                 | Inscrits              | 271 922       | 100,00        | 271 922      | 100,00       |        |        |
| Abstenció     | Abstenció                | Abstenció             | 141 343       | 51,98         | 127 878      | 47,03        |        |        |
| Votants       | Votants                  | Votants               | 130 579       | 48,02         | 144 042      | 52,97        |        |        |
| Blancs i nuls | Blancs i nuls            | Blancs i nuls         | 7 173         | 5,49          | 4 785        | 3,32         |        |        |
| Vàlids        | Vàlids                   | Vàlids                | 123 406       |               | 139 257      |              |        |        |

Les llistes PPM i BPN es fusionaren a la segona volta

### Migdia-Pirineus
| Cap de llista | Cap de llista        | Liste                                  | primera volta | primera volta | segona volta | segona volta | escons | escons |
| Cap de llista | Cap de llista        | Liste                                  | #             | %             | #            | %            | #      | %      |
| ------------- | -------------------- | -------------------------------------- | ------------- | ------------- | ------------ | ------------ | ------ | ------ |
|               | Martin Malvy         | PS - PCF - PRG                         | 497 718       | 41,39         | 712 233      | 57,60        | 52     | 64,2   |
|               | Jacques Godfrain     | UMP                                    | 228 443       | 19,00         | 376 915      | 30,43        | 21     | 25,9   |
|               | Louis Aliot          | FN                                     | 141 598       | 11,77         | 149 417      | 12,06        | 8      | 9,9    |
|               | Michel Valdiguié     | UDF                                    | 122 028       | 10,15         |              |              |        |        |
|               | Jean-Pierre Bataille | Les Verts - PO - Les Alternatifs - ASA | 96 979        | 8,06          |              |              |        |        |
|               | Lucien Sanchez       | LCR - LO                               | 58 661        | 4,88          |              |              |        |        |
|               | Christiane Autigeon  | CPNT                                   | 57 203        | 4,76          |              |              |        |        |
|               |                      |                                        |               |               |              |              |        |        |
| Inscrits      | Inscrits             | Inscrits                               | 1 910 018     | 100,00        | 1 910 120    | 100,00       |        |        |
| Abstenció     | Abstenció            | Abstenció                              | 633 603       | 33,17         | 592 061      | 31,00        |        |        |
| Votants       | Votants              | Votants                                | 1 276 415     | 66,83         | 1 318 059    | 69,00        |        |        |
| Blancs i nuls | Blancs i nuls        | Blancs i nuls                          | 73 785        | 5,78          | 79 494       | 6,03         |        |        |
| Vàlids        | Vàlids               | Vàlids                                 | 1 202 630     |               | 1 238 565    |              |        |        |

Les llistes PS i verts es fusionaren a la segona volta
Les llistes UMP i UDF es fusionaren a la segona volta

### Nord-Pas-de-Calais
| Cap de llista | Cap de llista       | Liste                      | primera volta | primera volta | segona volta | segona volta | escons | escons |
| Cap de llista | Cap de llista       | Liste                      | #             | %             | #            | %            | #      | %      |
| ------------- | ------------------- | -------------------------- | ------------- | ------------- | ------------ | ------------ | ------ | ------ |
|               | Daniel Percheron    | PS - PRG - Divers gauche   | 484 798       | 29,89         | 883 885      | 51,84        | 57     | 58,8   |
|               | Carl Lang           | FN                         | 290 908       | 17,94         | 336 434      | 19,73        | 16     | 16,5   |
|               | Jean-Paul Delevoye  | UMP - CPNT - Divers droite | 280 102       | 17,27         | 484 817      | 28,43        | 24     | 24,7   |
|               | Alain Bocquet       | PCF                        | 173 200       | 10,68         |              |              |        |        |
|               | Valérie Létard      | UDF - Divers droite        | 129 827       | 8,01          |              |              |        |        |
|               | Jean-François Caron | Les Verts                  | 101 808       | 6,28          |              |              |        |        |
|               | Nicole Baudrin      | LCR - LO                   | 82 868        | 5,11          |              |              |        |        |
|               | Henri Bailleul      | Divers (ecologistes)       | 33 230        | 2,05          |              |              |        |        |
|               | Georges Hien        | Divers                     | 25 433        | 1,57          |              |              |        |        |
|               | Yann Phelippeau     | MNR                        | 19 551        | 1,21          |              |              |        |        |
|               | Jean-Marc Maurice   | Divers (caçadors)          | 11            | 0,00          |              |              |        |        |
|               |                     |                            |               |               |              |              |        |        |
| Inscrits      | Inscrits            | Inscrits                   | 2 790 768     | 100,00        | 2 791 231    | 100,00       |        |        |
| Abstenció     | Abstenció           | Abstenció                  | 1 078 046     | 38,63         | 1 009 428    | 36,16        |        |        |
| Votants       | Votants             | Votants                    | 1 712 722     | 61,37         | 1 781 803    | 63,84        |        |        |
| Blancs i nuls | Blancs i nuls       | Blancs i nuls              | 90 986        | 5,31          | 76 667       | 4,30         |        |        |
| Vàlids        | Vàlids              | Vàlids                     | 1 621 736     |               | 1 705 136    |              |        |        |

Les llistes PS, PCF i verts es fusionaren a la segona volta
Les llistes UMP i UDF es fusionaren a la segona volta

### Poitou-Charentes
| Cap de llista | Cap de llista          | Liste                      | primera volta | primera volta | segona volta | segona volta | escons | escons |
| Cap de llista | Cap de llista          | Liste                      | #             | %             | #            | %            | #      | %      |
| ------------- | ---------------------- | -------------------------- | ------------- | ------------- | ------------ | ------------ | ------ | ------ |
|               | Ségolène Royal         | PS - PCF - Les Verts - PRG | 350 466       | 46,29         | 448 950      | 55,10        | 37     | 67,3   |
|               | Élisabeth Morin        | UMP - UDF - MPF            | 249 373       | 32,93         | 294 959      | 36,20        | 15     | 27,3   |
|               | Jean-Romée Charbonneau | FN                         | 79 484        | 10,50         | 70 898       | 8,70         | 3      | 5,4    |
|               | Gérard Fontenay        | CPNT                       | 43 645        | 5,76          |              |              |        |        |
|               | Claude Quemar          | LO - LCR                   | 34 221        | 4,52          |              |              |        |        |
|               |                        |                            |               |               |              |              |        |        |
| Inscrits      | Inscrits               | Inscrits                   | 1 230 436     | 100,00        | 1 230 361    | 100,00       |        |        |
| Abstenció     | Abstenció              | Abstenció                  | 434 434       | 35,31         | 388 647      | 31,59        |        |        |
| Votants       | Votants                | Votants                    | 796 002       | 64,69         | 841 714      | 68,41        |        |        |
| Blancs i nuls | Blancs i nuls          | Blancs i nuls              | 38 813        | 4,88          | 26 907       | 3,20         |        |        |
| Vàlids        | Vàlids                 | Vàlids                     | 757 189       | 95,12         | 814 807      | 96,80        |        |        |

### Provença-Alps-Costa Blava
|               | Michel Vauzelle        | PS - PCF - Les Verts - PRG - MRC | 633 339   | 35,01  | 881 350   | 45,18  | 73 | 59,3 |  |  |
|               | Renaud Muselier        | UMP - UDF - Cap 21               | 472 036   | 26,09  | 659 592   | 33,81  | 31 | 25,2 |  |  |
|               | Guy Macary             | FN                               | 415 171   | 22,95  | 409 786   | 21,01  | 19 | 15,5 |  |  |
|               | Aline Vidal-Daumas     | CPNT                             | 53 782    | 2,97   |           |        |    |      |  |  |
|               | Alain Vauzelle         | MNR                              | 53 251    | 2,94   |           |        |    |      |  |  |
|               | Patrice Miran          | MEI - MHAN - Le trèfle           | 51 543    | 2,85   |           |        |    |      |  |  |
|               | Samuel Johsua          | LCR - LO                         | 48 680    | 2,69   |           |        |    |      |  |  |
|               | Philippe Sanmarco      | Divers gauche                    | 28 317    | 1,57   |           |        |    |      |  |  |
|               | Alain Persia           | UDR                              | 19 550    | 1,08   |           |        |    |      |  |  |
|               | Jean-Marie Mure-Ravaud | Divers droite                    | 19 078    | 1,05   |           |        |    |      |  |  |
|               | Abdel Djerari          | Sans étiquette                   | 7 021     | 0,39   |           |        |    |      |  |  |
|               | Jérôme de Rocquigny    | Divers droite                    | 7 014     | 0,39   |           |        |    |      |  |  |
|               | Franck Vidal           | DDC                              | 157       | 0,01   |           |        |    |      |  |  |
|               |                        |                                  |           |        |           |        |    |      |  |  |
| Inscrits      | Inscrits               | Inscrits                         | 3 072 893 | 100,00 | 3 072 836 | 100,00 |    |      |  |  |
| Abstenció     |                        |                                  |           |        |           |        |    |      |  |  |
| Votants       | Votants                | Votants                          | 1 884 439 | 61,32  | 2 012 039 | 65,48  |    |      |  |  |
| Blancs i nuls |                        |                                  |           |        |           |        |    |      |  |  |
| Vàlids        | Vàlids                 | Vàlids                           | 1 808 939 |        | 1 950 728 |        |    |      |  |  |

### Roine-Alps
| Cap de llista | Cap de llista        | Liste                    | primera volta | primera volta | segona volta | segona volta | escons | escons |
| Cap de llista | Cap de llista        | Liste                    | #             | %             | #            | %            | #      | %      |
| ------------- | -------------------- | ------------------------ | ------------- | ------------- | ------------ | ------------ | ------ | ------ |
|               | Jean-Jack Queyranne  | PS - PCF - PRG           | 688 718       | 32,19         | 1 083 755    | 46,52        | 94     | 59,9   |
|               | Anne-Marie Comparini | UDF - UMP - CAP 21 - FRS | 667 856       | 31,22         | 889 815      | 38,20        | 45     | 28,7   |
|               | Bruno Gollnisch      | FN                       | 389 565       | 18,21         | 355 864      | 15,28        | 18     | 11,5   |
|               | Gérard Leras         | Les Verts                | 215 783       | 10,09         |              |              |        |        |
|               | Roseline Vachetta    | LCR - LO                 | 95 524        | 4,47          |              |              |        |        |
|               | Patrick Bertrand     | GRAD - U2R               | 46 611        | 2,18          |              |              |        |        |
|               | Norbert Chetail      | MNR                      | 35 310        | 1,65          |              |              |        |        |
|               |                      |                          |               |               |              |              |        |        |
| Inscrits      | Inscrits             | Inscrits                 | 3 739 911     | 100,00        | 3 739 987    | 100,00       |        |        |
| Abstenció     | Abstenció            | Abstenció                | 1 501 327     | 40,14         | 1 333 227    | 35,65        |        |        |
| Votants       | Votants              | Votants                  | 2 238 584     | 59,86         | 2 406 760    | 64,35        |        |        |
| Blancs i nuls | Blancs i nuls        | Blancs i nuls            | 99 217        | 4,43          | 77 326       | 3,21         |        |        |
| Vàlids        | Vàlids               | Vàlids                   | 2 139 367     | 95,57         | 2 329 434    | 96,79        |        |        |

Les listes PS i verts es fusionaren a la segona volta